# Spoorlijn Sillé-le-Guillaume - La Hutte-Coulombiers
De spoorlijn Sillé-le-Guillaume - La Hutte-Coulombiers was een Franse spoorlijn van Sillé-le-Guillaume naar Coulombiers. De lijn was 26,5 km lang en heeft als lijnnummer 428 000.

## Geschiedenis
De lijn werd geopend door de Compagnie des chemins de fer de l'Ouest op 8 mei 1881. Reizigersverkeer werd opgeheven op 15 mei 1938. Goederenvervoer tussen Sillé-le-Guillaume en Ségrie-Vernie was opgeheven vanaf 1 februari 1952 tot 1970. Tegelijk met het opnieuw in gebruik nemen van dit gedeelte werd het tussen Fresnay-sur-Sarthe en La Hutte-Coulombiers opgeheven. Tussen Ségrie-Vernie en Fresnay-sur-Sarthe was er tot 1 oktober 1980 goederenvervoer, het gedeelte tussen Sillé-le-Guillaume en Ségrie-Vernie werd definitief gesloten in 1993.

## Aansluitingen
In de volgende plaatsen is of was er een aansluiting op de volgende spoorlijnen:
Sillé-le-Guillaume
RFN 420 000, spoorlijn tussen Paris-Montparnasse en Brest
RFN 456 000, spoorlijn tussen Juigné-sur-Sarthe en Sillé-le-Guillaume
La Hutte-Coulombiers
RFN 427 000, spoorlijn tussen La Hutte-Coulombiers en Mamers
RFN 430 000, spoorlijn tussen Le Mans en Mézidon